# Julio Alberto
Julio Alberto Moreno Casas eller bare Julio Alberto (født 7. oktober 1958 i Candás, Spanien) er en spansk tidligere fodboldspiller (venstre back).
Julio Alberto spillede 34 kampe for det spanske landshold. Han var med i landets trup til EM 1984 i Frankrig, og spillede alle spaniernes fem kampe i turneringen, inklusive finalenederlaget til værtsnationen. To år senere var han også med i landets trup til VM 1986 i Mexico.
På klubplan spillede Julio Alberto hele sin karriere i hjemlandet, og tilbragte blandt andet ni sæsoner hos FC Barcelona. Han var med til at vinde en lang række titler med klubben, herunder to spanske mesterskaber, tre Copa del Rey-titler og en udgave af Pokalvindernes Europa Cup.

## Titler
La Liga
- 1985 og 1991 med FC Barcelona

Copa del Rey
- 1983, 1988 og 1990 med FC Barcelona

Supercopa de España
- 1983 med FC Barcelona

Copa de La Liga
- 1983 og 1986 med FC Barcelona

Pokalvindernes Europa Cup
- 1989 med FC Barcelona